# Borovo, Bulgaria
Borovo (în bulgară Борово) este un oraș în partea de nord-vest a Bulgariei. Aparține de  Obștina Borovo, Regiunea Ruse.

## Demografie
Componența etnică a orașului Borovo
     Bulgari (80,83%)
     Turci (5,62%)
     Nicio identificare (11,88%)
     Altele (2,29%)
La recensământul din 2011, populația orașului Borovo era de 2.045 locuitori. Din punct de vedere etnic, majoritatea locuitorilor (80,83%) erau bulgari, cu o minoritate de turci (5,62%). Pentru 11,88% din locuitori nu este cunoscută apartenența etnică.